# وحي (دين)
في الدين واللاهوت، الوحي (أو الوحي الإلهي) هو الكشف عن شكل من أشكال الحقيقة أو المعرفة من خلال التواصل مع إله أو كيان أو كيانات خارقة أخرى.